# Nickelesaidrite
La nickelesaidrite è un minerale appartenente al gruppo dell'esaidrite.